# 国盾量子
科大国盾量子技术股份有限公司（上交所：688027，简称：国盾量子，扩位简称：科大国盾量子），前身为安徽量子通信技术有限公司，成立于2009年，由中国科学技术大学下属企业及潘建伟等人共同发起，主要经营量子通信技术设备及应用的研发、销售等。
该公司于2020年7月9日挂牌上海证券交易所科创板，首日最高涨幅超过1000%，收盘价较开盘价涨923.85%，刷新科创板历史记录。